# Carlos Ruf
Carlos Ruf Osola (Hamina, Finlandia, 14 de octubre de 1969) es un exbaloncestista español que jugaba de pívot.

## Trayectoria
- Categorías escolares inferiores del Colegio Corazonistas de Barcelona 1977 - 82
- Categorías inferiores del Joventut de Badalona 1982 - 87
- Club Joventut de Badalona 1987-1992
- Valvi Girona 1992-1996
- Sant Josep de Badalona (Liga EBA) 1996-1997
- Club Baloncesto Breogán (Liga LEB) 1997-1998
- Atlético Queluz Cortez 1998-1999 (3 meses)
- Club Baloncesto Breogán (Liga LEB) 1998-1999
- Caprabo Lleida (LEB) 1999-2000
- Bàsquet Manresa (LEB) 2000-2001
- Club Baloncesto Aracena (EBA) 2001-2002
- Club Bàsquet Montcada (EBA) 2002-2003

## Selección nacional
Fue internacional con la Selección de baloncesto de España absoluta en 7 ocasiones y también en las categorías inferiores: en juvenil (26 partidos), junior (43 partidos) y Sub-22 (24 partidos) 
Palmarés
- 1985 Segundo puesto en el Campeonato de Europa Cadetes
- 1989 Tercer puesto en el Campeonato Mundial de Baloncesto Sub-22 (oficioso)
- 1990 Segundo puesto en el Campeonato Mundial de Baloncesto Sub-22

## Palmarés

### Campeonatos nacionales
- 1988-89 Copa Príncipe de Asturias de Baloncesto
- 1988-89 Campeonato de España de Baloncesto Junior
- 1991 y 1992 Liga ACB
- 1990-91 Copa Príncipe de Asturias de Baloncesto

### Campeonatos internacionales
- 1989-90 Copa Korac
- 1991-92 Subcampeón de la Liga Europea

Personal
- Mejor reboteador del Campeonato de Europa Junior 1987
- Mención especial en el quinteto titular de la Liga ACB 1992-93
- Integrante del All Star Liga LEB Temporada 1998-99
- Miembro Fundador de la Fundació del Bàsquet Català